# Midland Beach Railway
| Midland Beach Railway an der Pier                                                |                    |          |          |
| Streckenlänge:                                                                   | 1800 Fuß; 0,550 km |          |          |
| Spurweite:                                                                       | 12⅝ Zoll; 321 mm   |          |          |
|                                                                                  |                    |          |          |
| \| \| \| \| \| \| \| 0 \| Terminus \| Terminus \| \| \| 0,550 \| Pier \| Pier \| |                    |          |          |
|                                                                                  |                    |          |          |
| Kopfbahnhof Streckenanfang (Strecke außer Betrieb)                               | 0                  | Terminus | Terminus |
| Kopfbahnhof Streckenende (Strecke außer Betrieb)                                 | 0,550              | Pier     | Pier     |

Die Midland Beach Railway Company auf Staten Island betrieb um 1903 eine Miniatureisenbahn in Midland Beach.

## Betrieb
Die Strecke mit einer Spurweite von 321 mm (12⅝ Zoll) wurde auf der 550 m langen Pier in Midland Beach verlegt. Die Dampflokomotive war in jeder Hinsicht wie eine Standard-Dampflokomotive gebaut und konnte einen Zug mit neun Wagen ziehen. Ihre Länge betrug 1630 mm (5 Fuß 4 Zoll), ihre Breite 460 mm (18 Zoll) und ihre Höhe 710 mm (28 Zoll) von der Schiene bis zur Spitze des Schornsteins. Die Personenwagen waren 1.500 mm (5 Fuß) lang und 560 mm (22 Zoll) breit. Der Zug fuhr auf T-Schienen 8 Pfund pro Yard (4,0 kg/m).

## Lokomotive
Die Liliput-Lokomotive wurde von der Miniature Railroad Company in New York hergestellt. Ihre Miniatureisenbahnen haben sich sowohl in Straßenbahn-Parks als auch auf einigen Messen, wie der Panamerikanischen Ausstellung in Buffalo sowie denen in Omaha, Philadelphia und Charleston in den frühen 1900er Jahren als profitabel erwiesen. Einige der Straßenbahnparks, in denen diese Miniatureisenbahnen 1902 betrieben wurden, waren jene der Oil City Railway Company, Oil City (Pennsylvania), die West Chicago Street Railway Company und die Richmond Beach Railway Company.